# Helgoland (Schiff, 1963)
Das Motorschiff Helgoland ist ein ehemaliges deutsches Seebäderschiff, das für den Vietnamkrieg zum Hospitalschiff umgebaut wurde.

## Geschichte des Schiffes
Das 91,5 m lange Schiff wurde im Jahr 1963 für die Reederei HADAG bei der Werft Howaldtswerke Hamburg AG als Seebäderschiff gebaut und verkehrte bis 1965 auf der Linie Cuxhaven–Helgoland als zusätzliches Schiff neben der jeweiligen Wappen von Hamburg. Es ersetzte in dieser Funktion die 1957 gebaute Bunte Kuh (ein Schwesterschiff der ersten Wappen von Hamburg) und wurde selbst 1966 durch die Alte Liebe abgelöst.
In der Zeit von 1963 bis 1965 wurde es außerhalb der Sommersaison mehrfach verchartert an die Stena Line AB Göteborg zum Liniendienst zwischen Göteborg (S) und Frederikshavn (DK) sowie zwischen Stockholm (S) und Mariehamn (FIN).
Ab 1966 vercharterte die HADAG die Helgoland an das Deutsche Rote Kreuz. Das Schiff wurde innerhalb von knapp sechs Monaten zum Lazarettschiff umgebaut. Der Reederei war es für 1966 nicht mehr gelungen das Schiff nach Skandinavien zu verchartern, neue Zollbestimmungen machten seinen Einsatz für sogenannte Schnapsrouten unrentabel. Das Bundesverteidigungsministerium hatte beim Bau des Schiffes einen Zuschuss gegeben; das für den Umbau notwendige Material lagerte seit dem Bau des Schiffes in Wilhelmshaven und sollte innerhalb von nur drei Wochen eingebaut werden können. Im Auftrag der Bundesregierung wurde das Schiff bis 1972 als schwimmendes Krankenhaus – offiziell bezeichnet als Hospitalschiff Helgoland – in Südvietnam eingesetzt. Durch die Dokumentation „Nur leichte Kämpfe im Raum Da Nang“ (1970) über den deutschen Kinderarzt Alfred Jahn wurde das Schiff bekannt.
Anschließend verkaufte die HADAG das Schiff an die Stena Reederei GmbH in Kiel und stellte 1972 ein neues Seebäderschiff unter dem Namen Helgoland in Dienst (die spätere Atlantis). Die alte Helgoland wurde in Stena Finlandica umgetauft und fuhr Liniendienst zwischen Stockholm (S) und Mariehamn (FIN), sowie zwischen Kiel und Korsør (DK).

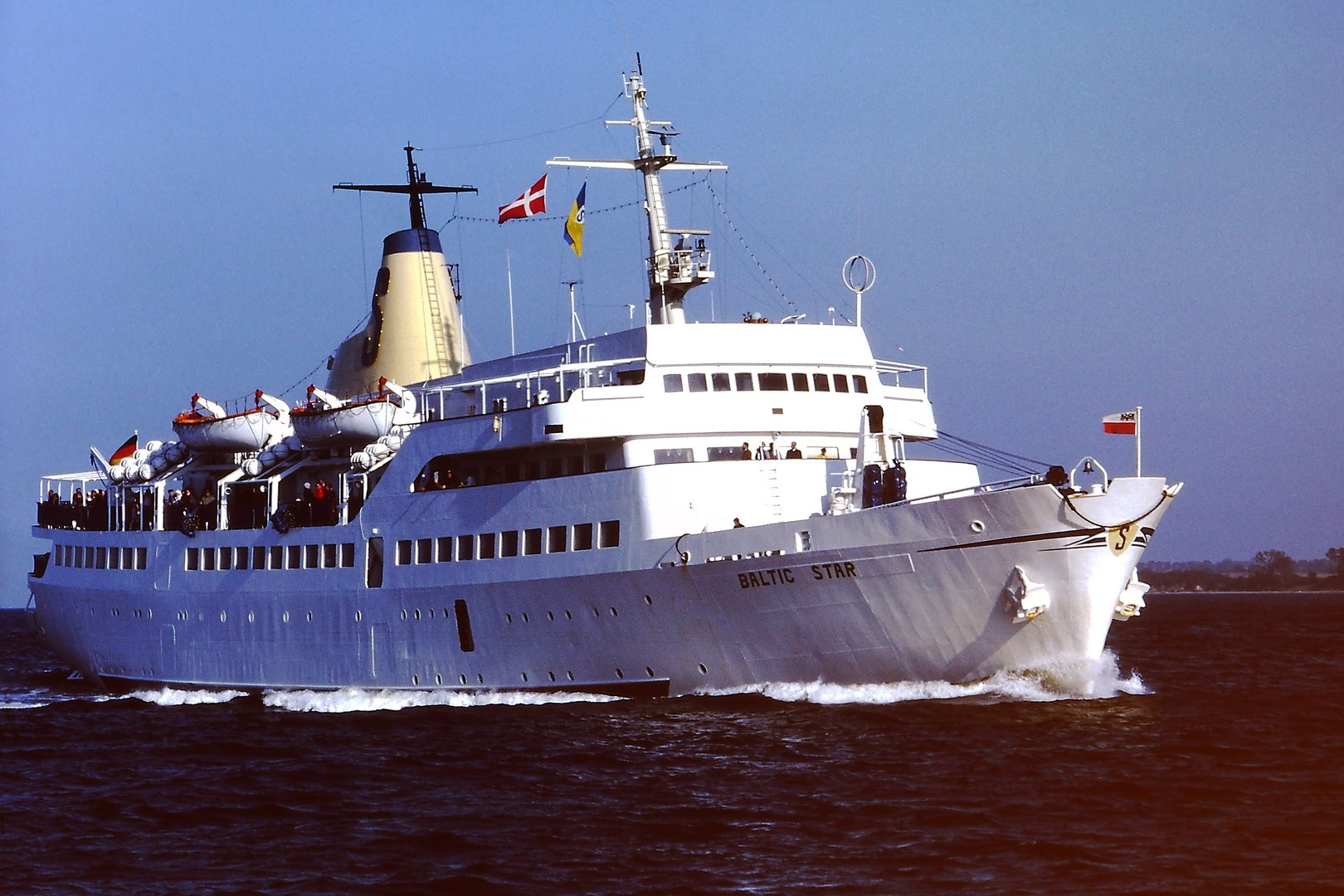
Als Baltic Star auf Butterfahrt

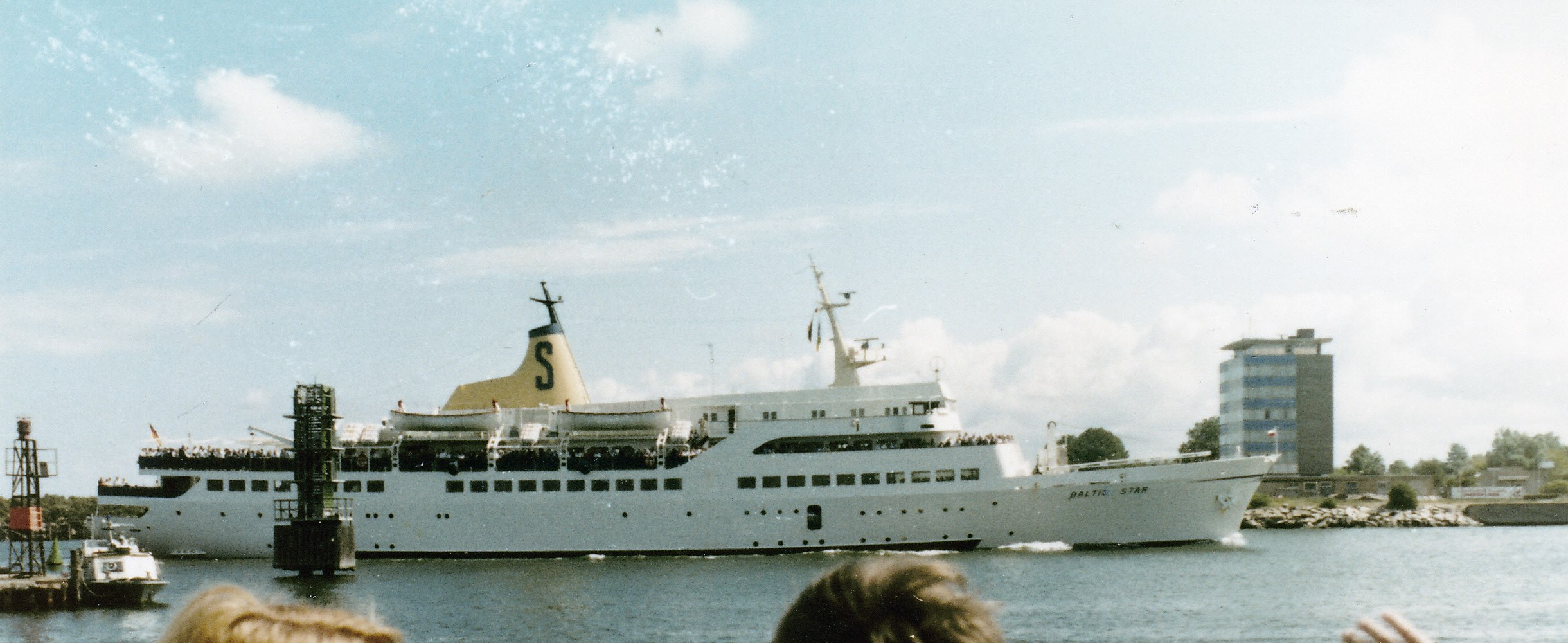
Die Baltic Star in Warnemünde

1975 wurde das Schiff an die Förde Reederei Seetouristik GmbH Lübeck verchartert und in Baltic Star umgetauft. Unter diesem Namen fuhr es zwischen Travemünde und Rødbyhavn in Dänemark. 1976 wurde es an die KG Seetouristik in Flensburg verkauft. 1977 wurde Lübeck der Heimathafen des Schiffes. Ab 1987 wurde es auch zwischen Travemünde und Warnemünde eingesetzt.
1993 auf die Förde Reederei Seetouristik GmbH & Co. KG in Lübeck registriert, machte es bis 1999 Butterfahrten auf der Ostsee. Es war mit einer Kapazität von 1.500 Passagieren lange Zeit das größte auf der Ostsee verkehrende Seebäderschiff.
Nach dem Ende der Butterfahrten erfolgte 2000 der Verkauf an die Reederei Latin Cruises in Georgetown, Cayman Islands. Es folgte ein aufwändiger Umbau zum Kreuzfahrtschiff. Als Galapagos Legend verkehrt das Schiff mit bis zu 100 Passagieren rund um die Galápagos-Inseln. 2002 wurde die Galapagos Legend unter georgische Flagge gestellt. 2006 wurde sie an die Reederei Galatours aus Guayaquil in Ecuador verkauft.

## Ausstattung als Hospitalschiff des DRK
Die Helgoland war als Hospitalschiff ausgeführt und verfügte über 150 Betten zur stationären Versorgung. Außerdem standen drei Operationssäle und vier Fachabteilungen (Chirurgie, Innere Medizin, Gynäkologie und Radiologie) zur medizinischen Versorgung zur Verfügung.
Zum medizinischen Personal gehörten 8 Ärzte, 4 Medizinisch-technische Assistenten, 4 Verwaltungskräfte, 18 Krankenschwestern und Krankenpfleger.
Die 30-köpfige seemännische Besatzung bestand aus Kapitän, Nautischen Offizieren, Schiffsingenieuren, Elektrikern, Funkern, Zimmermann, Matrosen und Köchen.

## Rechtliche Überlegungen zum Einsatz des Schiffes als Zivilkrankenhaus
Um den besonderen Schutz als Zivilkrankenhaus in einem bewaffneten Konflikt sicherzustellen, waren besondere rechtliche Vorarbeiten notwendig.
So wurde z. B. ein Abkommen zwischen der Regierung der Bundesrepublik Deutschland und der Republik Vietnam geschlossen, in dem die wichtigsten Bestimmungen in Bezug auf das Hospitalschiff aufgenommen wurden.
Demnach entsandte das Deutsche Rote Kreuz „im Einvernehmen mit der Regierung der Republik Vietnam ein Hospitalschiff des Roten Kreuzes mit Zivilpersonal.“ (Artikel 1). Das Schiff erhielt von der Regierung der Republik Vietnam eine Urkunde, das es als Zivilkrankenhaus im Sinne der Artikel 18 bis 20 des IV. Genfer Abkommens von 1949 einstuft (Artikel 4, Abs. 2); die vom Personal des Schiffes zu tragenden Rotkreuz-Armbinden und Ausweise wurden durch die Republik Vietnam gestempelt (Art. 12, Abs. 2). Das Schiff war durch das Schutzzeichen des Roten Kreuzes gekennzeichnet und das Personal trug während des Dienstes die Dienstbekleidung des DRK (Artikel 4, Abs. 1); das Schiff war von jeglicher Durchsuchungen oder Beschlagnahme befreit (Artikel 4, Abs. 3). 
Durch die Einstufung als Zivilkrankenhaus und nicht als Lazarettschiff (gemäß Artikel 25 des II. Genfer Abkommens von 1949) waren keine dort vorgeschriebenen Notifikationen zwischen den Konfliktparteien notwendig. Nichtsdestotrotz wurden durch das IKRK die am Konflikt beteiligten Parteien über die Aufgaben des Schiffs förmlich unterrichtet.

## Einsätze als Hospitalschiff
Am 10. August 1966 stach die Helgoland in See, das Ziel war der Hafen von Saigon. Dort war sie vom 3. Oktober 1966 bis 12. September 1967 eingesetzt. Danach wurde sie nach Da Nang verlegt und blieb dort vom 11. Oktober 1967 bis zum 31. Dezember 1971.

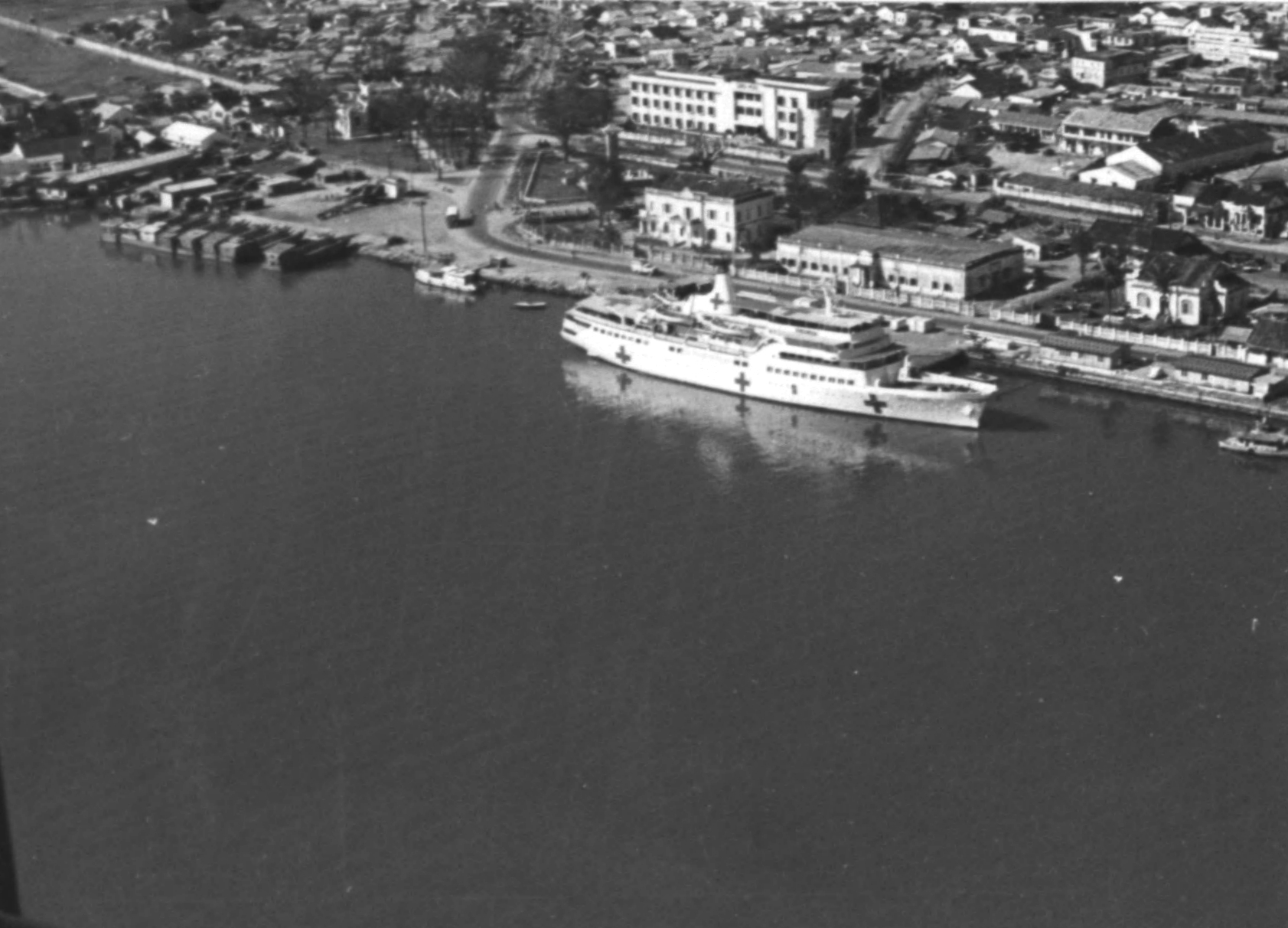
Die Helgoland in Da Nang, im Januar 1970.

Im Laufe der Einsatzzeit arbeiteten 54 Ärzte und 160 Pflegekräfte auf der Helgoland.
Insgesamt wurden 11.000 stationäre und 200.000 ambulante Behandlungen durchgeführt, die Behandlungen waren für die Patienten kostenfrei. Im Januar 1972 wurde die Helgoland durch das neue Malteser-Krankenhaus an Land ersetzt.
Die Mission wurde von der Bundesrepublik Deutschland finanziert. Die laufenden Kosten betrugen etwa 2,5 Millionen US-Dollar pro Jahr. Am Ende der Mission wurde die medizinische Ausstattung der Helgoland an drei vietnamesische Krankenhäuser, eine lokale Leprastation und an das Malteser-Krankenhaus übergeben.
Zur Aufnahme von Nachschub von einem deutschen Versorgungsschiff musste die Helgoland ablegen und sich in internationale Gewässer begeben. Das Versorgungsschiff durfte mangels einer entsprechenden Versicherung nicht in den Häfen des Krisengebietes anlegen.
Der Dokumentarfilmer Hans-Dieter Grabe begleitete die Mission und veröffentlichte 1966 den Dokumentarfilm „Die Helgoland in Vietnam“ sowie 1970 zusammen mit dem Kameramann Carl-Franz Hutterer den oben erwähnten Dokumentarfilm Nur leichte Kämpfe im Raum Da Nang, der 1971 mit dem Adolf-Grimme-Preis in Silber ausgezeichnet wurde. In Deutschland bekanntester Patient der Helgoland war das schwer kriegsverletzte Kind Do Sanh, dessen Schicksal Hans-Dieter Grabe über 28 Jahre filmisch begleitete.
Am 24. August 2009 wurde ein Modell des „weißen Schiffs der Hoffnung“, wie es in Da Nang genannt wurde, von dem DRK-Bundesarzt Karl Demmer im Beisein von Alfred Jahn dem Militärhistorischen Museum in Dresden als Dauerleihgabe überreicht.

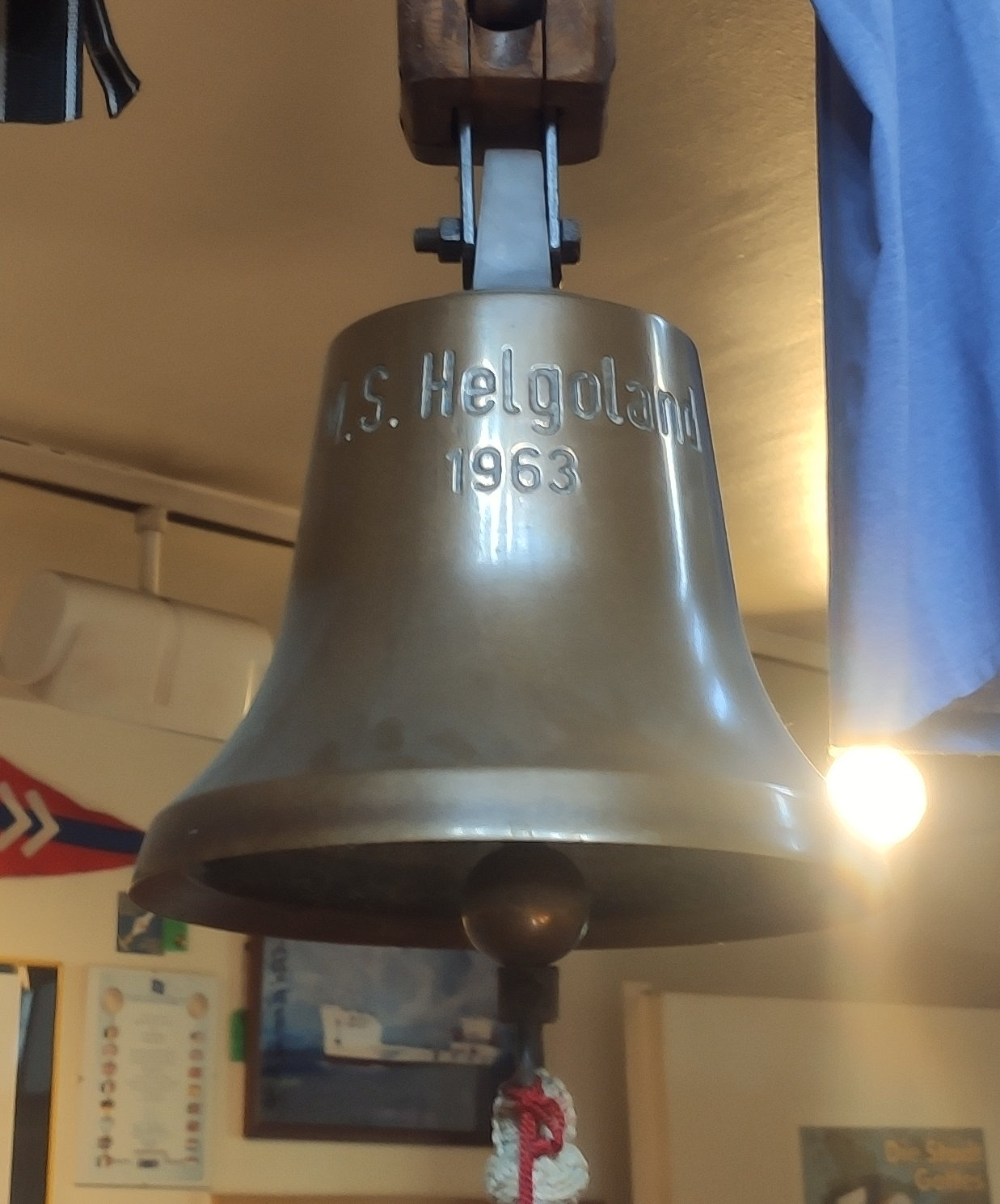
Glocke der Helgoland

Die Schiffsglocke der Helgoland wurde von einem damaligen Bordelektroniker geborgen, bevor sie wegen der Namensänderung des Schiffs eingeschmolzen werden sollte. Sie kam dann im Mai 2017 durch eine weitere Person in den Seemannsclub Duckdalben in Hamburg. Hier fand sie nun ihren wohl endgültigen Platz.

## Dokumentarfilme
- Nur leichte Kämpfe im Raum Da Nang. Buch: Hans-Dieter Grabe, Kamera: Carl-Franz Hutterer, Deutschland 1970. 44 Min.
- Das Schiff der Hoffnung: Die MS „Helgoland“ im Vietnamkrieg. Buch und Regie: Reinhard Joksch. Radio Bremen, 2014. 43:45 Min.